# Konrad Mutianus Rufus
Konrad Mutianus Rufus, född 15 oktober 1471, död 30 mars 1526 i Gotha, var en tysk renässanshumanist.

## Biografi
Konrad Mutianus Rufus ("den rödhårige") studerade i Deventer under Alexander Hegius och hade bland sina skolkamrater
Erasmus från Rotterdam; sedan i Erfurt. Mutianus reste i Italien 1495-1502 och blev juris doktor i Bologna. Han dog som kanonikus i Gotha. 
Mutianus samlade omkring sig det så kallade mutianska förbundet, där Eobanus Hessus, Crotus Rubianus och Justus Jonas var bland koryféerna. I viss mån var han en av reformationens föregångare, och Epistolae obscurorum virorum har visserligen inte skrivits av honom själv, men av personer som ingick i hans krets. Liksom Erasmus var han med Martin Luther endast i början.